# Alessio Romagnoli
Pour les articles homonymes, voir Romagnoli.
Alessio Romagnoli, né le 12 janvier 1995 à Anzio, dans la province de Rome en Italie, est un footballeur international italien. Il évolue au poste de défenseur central à la Lazio Rome.

## Biographie
Il inscrit un but dès sa première titularisation avec son club formateur le 3 mars 2013 face au Genoa. Malgré cette première réussite, il n'aura que peu de temps de jeu jusqu'à la deuxième partie de saison 2013-2014 où, sous les ordres de Rudi Garcia, il participe à une quinzaine de rencontres.
En vue de gagner en expérience l'AS Roma accepte de prêter son jeune talent à la Sampdoria pour la saison 2014-2015. Il réalise une excellente performance dès sa première titularisation face au Chievo Verone puisqu'il est à créditer d'une passe décisive et d'un but.
Le 11 août 2015, il paraphe un contrat de cinq ans en faveur de l'AC Milan, pour un transfert estimé à 25 millions d'euros où il s'impose rapidement.

## Carrière

### Débuts à la Roma
Il démarre pour la première fois avec l'AS Roma, le 11 décembre 2012, dans un match de coupe d'Italie, qu'ils remportent 3 buts à 0. Le 22 décembre suivant, a seulement 17 ans, il débute lors du match AS Roma - AC Milan, de nouveau remporté par son club 4 buts à 2. Il inscrit son premier but avec le club le 3 mars 2013, en récupérant de la tête un corner tiré par Francesco Totti lors de la victoire 3 buts à 1 face au Genoa, ce qui fait de lui le plus jeune buteur de Serie A pour la saison 2012-2013. Dans la saison suivante, Rudi Garcia il conclut la saison avec 11 matchs de championnat. Il décide alors de prolonger son contrat, avec l'AS Roma, le 31 mai 2014 jusqu'au 30 juin 2018. 

### Prêt à la Sampdoria de Gênes
Le 1er septembre 2014 l'AS Roma décide de prêter, pour la saison, Alessio Romagnoli à la Sampdoria de Gênes, pour 500 000 euros. Le 14 septembre, il démarre son premier match avec sa nouvelle équipe, face au Torino, match remporté 2 buts à 0. le 24 septembre prochain, il s'illuste en marquant son premier but mais en adressant aussi une passe décisive à Gastaldello lors d'une victoire contre le Chievo(2-1). Sous les ordres de l'entraîneur Sinisa Mihajlovic, Romagnoli dispute 30 matchs et marque 2 buts.

### Transfert au Milan
De retour de son prêt et malgré ses performances avec la Sampdoria, l'entraîneur de la Roma Rudi Garcia l'avertit qu'il ne pouvait pas lui garantir un temps de jeu conséquent quand il a à sa disposition une paire solide Kostas Manolas-Antonio Rüdiger en défense centrale déjà en place. À contrario, l'AC Milan connait d'énormes difficultés défensives, et sous les recommandations insistantes du nouvel entraineur Siniša Mihajlović, le club parvient à un accord avec la Roma pour le recrutement du jeune espoir le 11 août 2015, à hauteur de 25 millions d'euros. Comme un symbole, il reprend le numéro 13 d'une ex-icône défensive également originaire de la capitale italienne, Alessandro Nesta.
Romagnoli est tout de suite mis dans le bain en disputant une semaine après son arrivée le troisième tour de la Coupe d'Italie contre Pérouse gagné 2-0 au San Siro, puis la semaine d'après en Série A pour une défaite 0-2 contre la Fiorentina. Ne quittant plus sa place de titulaire, il totalise pour sa première saison au club 40 matchs en marquant au passage son premier but professionnel le 1er mars 2016, lors de la demi-finale retour de la Coupe d'Italie contre l'US Alexandrie (victoire 5-0). Son premier but en Série A et pas des moindres, est lui marqué à la 83e minute du derby du 15 avril 2017 contre l'Inter, ouvrant la voie à une égalisation inespérée arrachée à la 97e minute d'un 2-2 mémorable. La saison suivante, il est amené à évoluer dans un système à trois défenseurs concocté par Vincenzo Montella. L'échec de ce chamboulement tactique aussi bien pour le club que pour le rendement des défenseurs se solde par l'éviction de l'entraineur italien, remplacé à la mi-saison par Gennaro Gattuso qui retrouve un Romagnoli solide et performant en revenant à une défense à quatre.
A l'été 2018, et après le départ de Leonardo Bonucci, il est nommé capitaine de l’équipe.
Lors de la saison 2020-2021, Romagnoli perd sa place de titulaire au profit de Fikayo Tomori, fraichement arrivé de Chelsea FC au mercato d'hiver.

### Lazio Rome
Le 12 juillet 2022, Alessio Romagnoli quitte l'AC Milan pour s'engager en faveur de la Lazio Rome. Il signe un contrat de cinq ans, soit jusqu'en juin 2027,.
Romagnoli inscrit son premier but pour la Lazio le 2 octobre 2022, à l'occasion d'un match de Serie A face à la Spezia Calcio. Il est titularisé et participe à la victoire de son équipe par quatre buts à zéro.

### En sélection
Alessio Romagnoli représente l'équipe d'Italie espoirs de 2014 à 2016. Avec cette équipe il participe au championnat d'Europe en 2015. Il joue deux matchs en tant que titulaire dans cette compétition.
Alessio Romagnoli honore sa première sélection face à l'Espagne le 6 octobre 2016, lors d'une rencontre qualificative pour la coupe du monde 2018. Il est titulaire dans une défense à trois centraux ce jour-là, aux côtés de Leonardo Bonucci et d'Andrea Barzagli. Il joue l'intégralité de la rencontre et les deux équipes se séparent sur un match nul (1-1).
Romagnoli marque son premier et unique but avec la sélection italienne le 15 octobre 2019 face au Liechtenstein. Les Italiens l'emportent ce jour-là par cinq buts à zéro.

## Statistiques

### Statistiques détaillées
| Saison                | Club                   | Championnat           | Championnat | Championnat | Championnat | Coupe(s) nationale(s) | Coupe(s) nationale(s) | Coupe(s) nationale(s) | Supercoupe | Supercoupe | Supercoupe | Compétition(s) continentale(s) | Compétition(s) continentale(s) | Compétition(s) continentale(s) | Compétition(s) continentale(s) | Italie | Italie | Italie | Total | Total | Total |
| Saison                | Club                   | Division              | M.          | B.          | P.d.        | M.                    | B.                    | P.d.                  | M.         | B.         | P.d.       | Comp.                          | M.                             | B.                             | P.d.                           | M.     | B.     | P.d.   | M.    | B.    | P.d.  |
| 2012-2013             | AS Roma                | Serie A               | 2           | 1           | 0           | 1                     | 0                     | 0                     | -          | -          | -          | -                              | -                              | -                              | -                              | -      | -      | -      | 3     | 1     | 0     |
| 2013-2014             | AS Roma                | Serie A               | 11          | 0           | 0           | -                     | -                     | -                     | -          | -          | -          | -                              | -                              | -                              | -                              | -      | -      | -      | 11    | 0     | 0     |
| Sous-total            | Sous-total             | Sous-total            | 13          | 1           | 0           | 1                     | 0                     | 0                     | -          | -          | -          | -                              | -                              | -                              | -                              | -      | -      | -      | 14    | 1     | 0     |
| 2014-2015             | Sampdoria Gênes (prêt) | Serie A               | 30          | 2           | 2           | 1                     | 0                     | 0                     | -          | -          | -          | -                              | -                              | -                              | -                              | -      | -      | -      | 31    | 2     | 2     |
| 2015-2016             | AC Milan               | Serie A               | 34          | 0           | 0           | 6                     | 1                     | 0                     | -          | -          | -          | -                              | -                              | -                              | -                              | -      | -      | -      | 40    | 1     | 0     |
| 2016-2017             | AC Milan               | Serie A               | 27          | 1           | 1           | 1                     | 0                     | 0                     | 1          | 0          | 0          | -                              | -                              | -                              | -                              | 5      | 0      | 1      | 34    | 1     | 2     |
| 2017-2018             | AC Milan               | Serie A               | 28          | 2           | 0           | 5                     | 1                     | 0                     | -          | -          | -          | C3                             | 9                              | 0                              | 0                              | 2      | 0      | 0      | 44    | 3     | 0     |
| 2018-2019             | AC Milan               | Serie A               | 32          | 2           | 0           | 4                     | 0                     | 0                     | 1          | 0          | 0          | C3                             | 4                              | 0                              | 0                              | 2      | 0      | 0      | 43    | 2     | 0     |
| 2019-2020             | AC Milan               | Serie A               | 35          | 1           | 0           | 4                     | 0                     | 0                     | -          | -          | -          | -                              | -                              | -                              | -                              | 3      | 2      | 0      | 42    | 3     | 0     |
| 2020-2021             | AC Milan               | Serie A               | 22          | 1           | 1           | 2                     | 0                     | 0                     | -          | -          | -          | C3                             | 6                              | 0                              | 0                              | -      | -      | -      | 30    | 1     | 1     |
| 2021-2022             | AC Milan               | Serie A               | 19          | 1           | 0           | 2                     | 0                     | 1                     | -          | -          | -          | C1                             | 5                              | 0                              | 0                              | -      | -      | -      | 26    | 1     | 1     |
| Sous-total            | Sous-total             | Sous-total            | 197         | 8           | 2           | 24                    | 2                     | 1                     | 2          | 0          | 0          | -                              | 24                             | 0                              | 0                              | 12     | 2      | 1      | 259   | 12    | 4     |
| 2022-2023             | Lazio Rome             | Serie A               | 34          | 2           | 0           | 2                     | 0                     | 0                     | -          | -          | -          | C3+C4                          | 4+2                            | 0+0                            | 0+0                            | 1      | 0      | 0      | 43    | 2     | 0     |
| 2023-2024             | Lazio Rome             | Serie A               | 29          | 0           | 0           | 3                     | 0                     | 0                     | 1          | 0          | 0          | C1                             | 6                              | 0                              | 1                              | -      | -      | -      | 39    | 0     | 1     |
| 2024-2025             | Lazio Rome             | Serie A               | 32          | 2           | 0           | 1                     | 0                     | 0                     | -          | -          | -          | C3                             | 10                             | 3                              | 1                              | -      | -      | -      | 43    | 5     | 1     |
| Sous-total            | Sous-total             | Sous-total            | 95          | 4           | 0           | 6                     | 0                     | 0                     | 1          | 0          | 0          | -                              | 22                             | 3                              | 2                              | 1      | 0      | 0      | 125   | 7     | 2     |
| Total sur la carrière | Total sur la carrière  | Total sur la carrière | 335         | 15          | 4           | 32                    | 2                     | 1                     | 3          | 0          | 0          | -                              | 46                             | 3                              | 2                              | 13     | 2      | 1      | 429   | 22    | 8     |

### Buts internationaux
| 0   | Date             | Lieu                                    | Compétition             | Résultat | Adversaire    | Détail | Détail        | Détail | Sél. |
| --- | ---------------- | --------------------------------------- | ----------------------- | -------- | ------------- | ------ | ------------- | ------ | ---- |
| 1er | 15 octobre 2019  | Rheinpark Stadion, Vaduz, Liechtenstein | Éliminatoires Euro 2020 | V 0-5    | Liechtenstein | 77e    | de la tête    | 0-3    | 11e  |
| 2e  | 18 novembre 2019 | Stade Renzo-Barbera, Palerme, Italie    | Éliminatoires Euro 2020 | V 9-1    | Arménie       | 72e    | du pied droit | 6-0    | 12e  |

## Palmarès

### En club
| AS Rome - Coupe d'Italie Primavera - Vainqueur en 2012 (it) |  | AC Milan - Supercoupe d'Italie - Vainqueur en 2016 - Championnat d'Italie - Champion en 2022 |